# Distretto di Garr Bain
Il distretto di Garr Bain è un distretto della Liberia facente parte della contea di Nimba.